# Johann Theodor Mosewius
Johann Theodor Mosewius també Johann Theodor Mosevius (Königsberg, 25 de setembre de 1788 - Schaffhausen, Suïssa, 15 de setembre de 1858) fou un cantant d'òpera, director del cor i director musical prussià de la Universitat de Breslau. Compongué: Zur Aufführung des Oratoriums «Pulus» (1836), J. S. Bach in seinen Kirchenkantaten (1845), Die Breslautsche Singakademic (1850), i J. S. Bach Matthauspassion (1852).